# Steinach am Wald
Steinach am Wald ist ein Gemeindeteil der Gemeinde Geslau im Landkreis Ansbach (Mittelfranken, Bayern). Steinach am Wald liegt in der Gemarkung Gunzendorf.

## Geografie
Beim Weiler fließen der Seewiesengraben (links) mit dem Stockengraben (rechts) zum Mühlbach zusammen, einem rechten Zufluss des Kreuthbachs, der wiederum ein rechter Zufluss der Altmühl ist. Im Nordwesten grenzt das Johanniterholz und der Karrachwald an. Eine Gemeindeverbindungsstraße führt über die Neumühle zu einer Gemeindeverbindungsstraße (0,9 km östlich), die nach Aidenau (1,2 km südwestlich) bzw. die Staatsstraße 2250 kreuzend nach Gunzendorf führt (0,5 km östlich).

## Geschichte
Im 16-Punkte-Bericht des brandenburg-ansbachischen Oberamts Colmberg aus dem Jahr 1608 wurden für Steinach 6 Mannschaften verzeichnet: 5 Anwesen unterstanden dem Kastenamt Colmberg und 1 Anwesen dem Bürgermeister Schnepf der Reichsstadt Rothenburg. Das Hochgericht übte das Vogtamt Colmberg aus. Im 16-Punkte-Bericht des Oberamts Colmberg aus dem Jahr 1681 wurden für Steinach 7 Mannschaften verzeichnet, wovon 6 dem Kastenamt Colmberg unterstanden.
Gegen Ende des 18. Jahrhunderts gab es in Steinach am Wald 8 Anwesen und ein Gemeindehirtenhaus. Das Hochgericht und die Dorf- und Gemeindeherrschaft übte weiterhin das Vogtamt Colmberg aus. Grundherren waren das Kastenamt Colmberg (2 Halbhöfe, 2 Söldengütlein, 1 Köblergut, 1 Wirts-Söldengütlein) und die Reichsstadt Rothenburg (2 Halbhöfe). Von 1797 bis 1808 unterstand der Ort dem Justizamt Leutershausen und Kammeramt Colmberg.
Im Rahmen des Gemeindeedikts wurde Steinach am Wald dem 1808 gebildeten Steuerdistrikt Geslau und der 1810 gegründeten Ruralgemeinde Geslau zugeordnet. Mit dem Zweiten Gemeindeedikt (1818) wurde Steinach am Wald in die neu gebildete Ruralgemeinde Gunzendorf umgemeindet. Am 1. Januar 1972 wurde Steinach am Wald im Zuge der Gebietsreform in Bayern nach Geslau eingemeindet.

## Einwohnerentwicklung
| Jahr      | 001818 | 001840 | 001861 | 001871 | 001885 | 001900 | 001925 | 001950 | 001961 | 001970 | 001987 |
| Einwohner | 47     | 50     | 42     | 46     | 46     | 43     | 57     | 64     | 47     | 43     | 33     |
| Häuser    | 10     | 9      |        |        | 10     | 9      | 8      | 10     | 8      |        | 9      |
| Quelle    | [ 14 ] | [ 15 ] | [ 16 ] | [ 17 ] | [ 18 ] | [ 19 ] | [ 20 ] | [ 21 ] | [ 22 ] | [ 23 ] | [ 1 ]  |

## Religion
Der Ort ist seit der Reformation evangelisch-lutherisch geprägt und bis heute nach St. Kilian (Geslau) gepfarrt. Die Einwohner römisch-katholischer Konfession sind nach St. Johannis (Rothenburg ob der Tauber) gepfarrt.